# That Man
That Man is een single van Caro Emerald.
Het nummer is afkomstig van het album Deleted Scenes from the Cutting Room Floor uit 2010. De single werd uitgebracht op 14 mei 2010.
That Man is ook gebruikt in de Disney Nature film , de titelsong is echter van de McLain Sisters. Tevens in de eerste aflevering van de TV serie Agent Carter. Ook werd het nummer gebruikt in aflevering 20 van het derde seizoen van The Vampire Diaries.

## Hitnoteringen

### Nederlandse Top 40
| Hitnotering: 05-06-2010 t/m 24-07-2010 | Hitnotering: 05-06-2010 t/m 24-07-2010 | Hitnotering: 05-06-2010 t/m 24-07-2010 | Hitnotering: 05-06-2010 t/m 24-07-2010 | Hitnotering: 05-06-2010 t/m 24-07-2010 | Hitnotering: 05-06-2010 t/m 24-07-2010 | Hitnotering: 05-06-2010 t/m 24-07-2010 | Hitnotering: 05-06-2010 t/m 24-07-2010 | Hitnotering: 05-06-2010 t/m 24-07-2010 | Hitnotering: 05-06-2010 t/m 24-07-2010 |
| Week                                   | 1                                      | 2                                      | 3                                      | 4                                      | 5                                      | 6                                      | 7                                      | 8                                      |                                        |
| -------------------------------------- | -------------------------------------- | -------------------------------------- | -------------------------------------- | -------------------------------------- | -------------------------------------- | -------------------------------------- | -------------------------------------- | -------------------------------------- | -------------------------------------- |
| Nummer                                 | 39                                     | 32                                     | 30                                     | 24                                     | 22                                     | 26                                     | 33                                     | 38                                     | uit                                    |

### NederlandseSingle Top 100
| Hitnotering: 29-05-2010 t/m 02-10-2010 | Hitnotering: 29-05-2010 t/m 02-10-2010 | Hitnotering: 29-05-2010 t/m 02-10-2010 | Hitnotering: 29-05-2010 t/m 02-10-2010 | Hitnotering: 29-05-2010 t/m 02-10-2010 | Hitnotering: 29-05-2010 t/m 02-10-2010 | Hitnotering: 29-05-2010 t/m 02-10-2010 | Hitnotering: 29-05-2010 t/m 02-10-2010 | Hitnotering: 29-05-2010 t/m 02-10-2010 | Hitnotering: 29-05-2010 t/m 02-10-2010 | Hitnotering: 29-05-2010 t/m 02-10-2010 | Hitnotering: 29-05-2010 t/m 02-10-2010 | Hitnotering: 29-05-2010 t/m 02-10-2010 | Hitnotering: 29-05-2010 t/m 02-10-2010 | Hitnotering: 29-05-2010 t/m 02-10-2010 | Hitnotering: 29-05-2010 t/m 02-10-2010 | Hitnotering: 29-05-2010 t/m 02-10-2010 | Hitnotering: 29-05-2010 t/m 02-10-2010 | Hitnotering: 29-05-2010 t/m 02-10-2010 | Hitnotering: 29-05-2010 t/m 02-10-2010 | Hitnotering: 29-05-2010 t/m 02-10-2010 |
| Week                                   | 1                                      | 2                                      | 3                                      | 4                                      | 5                                      | 6                                      | 7                                      | 8                                      | 9                                      | 10                                     | 11                                     | 12                                     | 13                                     | 14                                     | 15                                     | 16                                     | 17                                     | 18                                     | 19                                     |                                        |
| -------------------------------------- | -------------------------------------- | -------------------------------------- | -------------------------------------- | -------------------------------------- | -------------------------------------- | -------------------------------------- | -------------------------------------- | -------------------------------------- | -------------------------------------- | -------------------------------------- | -------------------------------------- | -------------------------------------- | -------------------------------------- | -------------------------------------- | -------------------------------------- | -------------------------------------- | -------------------------------------- | -------------------------------------- | -------------------------------------- | -------------------------------------- |
| Nummer                                 | 65                                     | 65                                     | 55                                     | 59                                     | 61                                     | 58                                     | 45                                     | 46                                     | 42                                     | 29                                     | 43                                     | 56                                     | 50                                     | 39                                     | 52                                     | 66                                     | 61                                     | 74                                     | 82                                     | uit                                    |

### NPO Radio 2 Top 2000
| Nummer met noteringen in de NPO Radio 2 Top 2000 | '11 | '12 | '13 | '14  | '15  |
| ------------------------------------------------ | --- | --- | --- | ---- | ---- |
| That Man                                         | 605 | 943 | 916 | 1387 | 1676 |

1. ↑  Een vetgedrukt getal geeft de hoogste notering aan.
2. ↑  2011 was het eerste jaar met een notering voor dit nummer.
3. ↑  Deze tabel is bijgewerkt tot en met de laatste editie (2024).